# حديث معروف
المعروف في اصطلاح المحدثين هو مقابل المنكر عند الحافظ ابن حجر، وعلى هذا فيعرف بأنه ما رواه الراجح مخالفا للضعيف. ومثاله حديث «من أقام الصلاة (الحديث)». فالمعروف وقفه على ابن عباس أما رفعه فمنكر، والمحفوظ والمعروف من الأنواع التي أهملها العلامة ابن الصلاح واستدركها الحافظ ابن حجر.